# دهستان شال
دهستان شال نام دهستانی در بخش شاهرود شهرستان خلخال، استان اردبیل در ایران است. براساس سرشماری مرکز آمار ایران در سال ۱۳۸۵، جمعیت آن ۴۳۹۰ نفر (۱۱۵۳ خانوار) بوده‌است.
شال دارای هوای بسیار سرد در زمستان و هوای معتدل در تابستان است. این روستا مکان بسیار مناسبی برای سفر در تابستان می‌باشد.